# Armageddon Gigolo
Armageddon Gigolo' è il terzo album degli Spiritual Front, uscito nel 2006.

## Tracce
1. Slave – 4:11
2. Bastard Angel – 5:03
3. I Walk The (Dead)Line – 3:27
4. The Shining Circle – 3:51
5. My Kingdom For a Horse – 3:36
6. Jesus Died In Las Vegas – 5:21
7. Crusin' – 4:24
8. Love Through Vaseline – 4:49
9. Ragged Bed – 5:17
10. No Kisses On The Mouth – 3:38
11. Redemption Or Myself – 2:53